# Epitriptus mixtus
Epitriptus mixtus är en tvåvingeart som beskrevs av Becker 1908. Epitriptus mixtus ingår i släktet Epitriptus och familjen rovflugor.
Artens utbredningsområde är Kanarieöarna. Inga underarter finns listade i Catalogue of Life.